# Idioma baluchi
El idioma baluchi (بلوچی) es el idioma del pueblo baluchi, uno de los nueve idiomas oficiales de Pakistán. Es una lengua irania noroccidental. Aunque se habla en la parte oriental de Irán, se cree que su lugar de origen está en la región del mar Caspio. 